# Schattwald-Formation
Die Schattwald-Formation ist eine Formation der Nördlichen Kalkalpen, die in der obersten Trias unmittelbar unterhalb der Trias-Jura-Grenze abgelagert wurde.

## Bezeichnung
Die Schattwald-Formation ist nach der Gemeinde Schattwald bei Reutte in Tirol bezeichnet worden.

## Erstbeschreibung

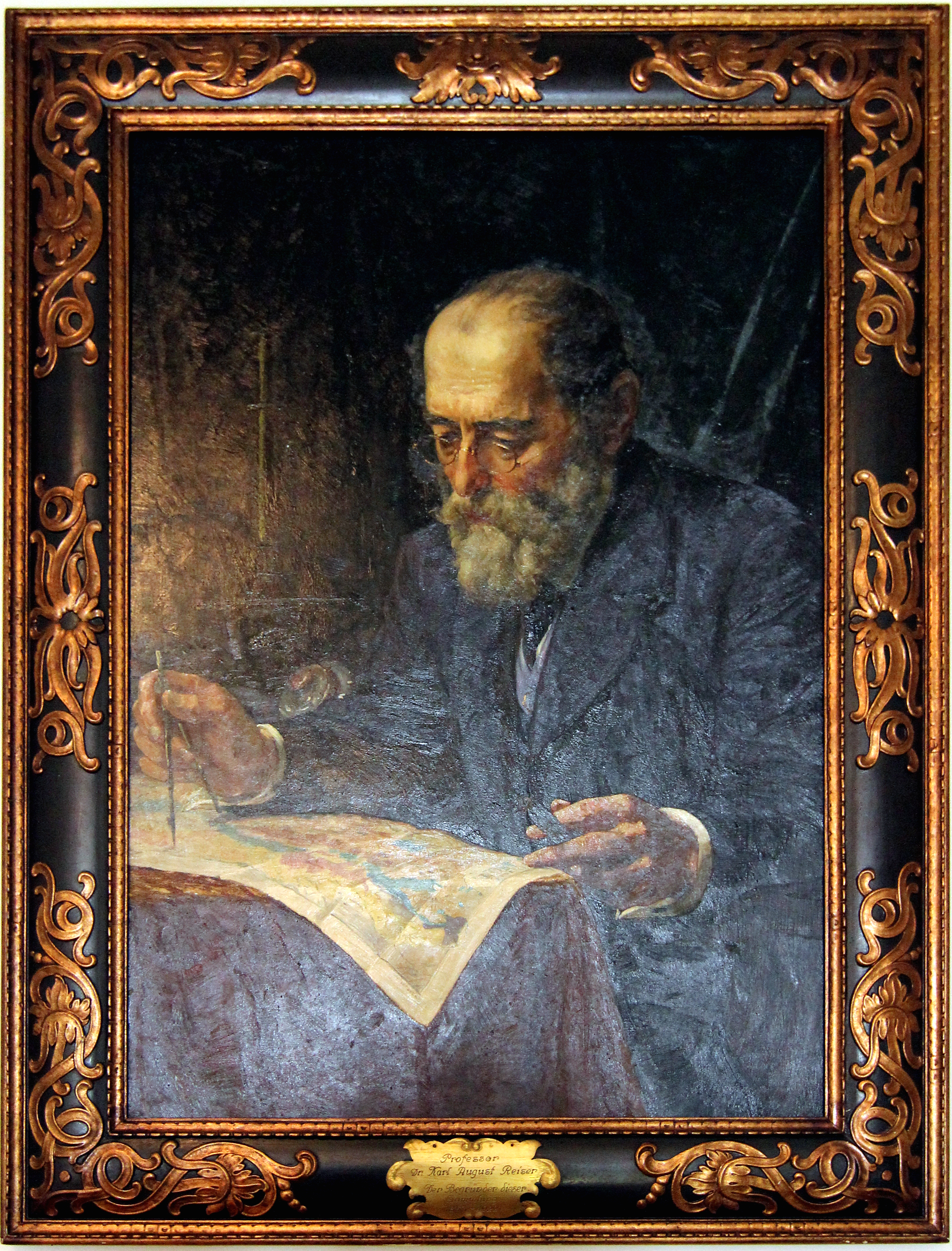
Karl August Reiser, Erstbeschreiber der Schattwald-Formation

Die Schattwald-Formation, auch Schattwalder Schichten oder Schattwald-Schichten, gelegentlich auch Schattwalder Lettenschiefer, Rhätische Grenzmergel (Fabricius, 1966), Lias-Kalk, Englisch Schattwald Formation, Schattwald Beds oder Schattwald Shale, Französisch Couches du Schattwald, war erstmals von Karl August Reiser im Jahr 1920 beschrieben worden. Nähere Untersuchungen erfolgten später durch F. Fabricius im Jahr 1966, Heinz Furrer im Jahr 1993 und Christopher McRoberts im Jahr 1997.

## Vorkommen
Die Schattwald-Formation erscheint sowohl im Ost- wie auch im Westabschnitt der Nördlichen Kalkapen. Die Vorkommen im Osten lassen sich bis Kalksburg bei Wien verfolgen, hierunter beispielsweise das Vorkommen Restentalgraben oder der Gaisbühel bei Kirchberg an der Pielach. Sie beschränken sich aber hierbei ganz auf den Nordrand und erscheinen in der Ternberger Decke, in der Frankenfelser Decke und in der Lunzer Decke.
Die Vorkommen im Westen enthalten die Typlokalität im Tannheimer Tal südwestlich von Schattwald und konzentrieren sich am Nordrand im Bajuvarikum (Allgäu-Decke zwischen Schattwald und Pfronten – Breitenberg mit Südflanke des Breitenberg-Sattels), dringen aber auch weit ins Innere der Kalkalpen ein und sind dann in der Lechtal-Decke des Karwendels, des Wettersteingebirges und der Lechtaler Alpen anzutreffen (beispielsweise im Sulzltal nördlich unterhalb der Peischelspitze – 2424 m). Selbst innerhalb der Inntal-Decke kann die Formation angetroffen werden (so z. B. am Streichgampenjöchl). Vorkommen in der Karwendelmulde sind der Hochalplgraben, das GSSP-Profil Kuhjoch, das Ochsentaljoch und der Schlossgraben. Eine Fundstelle in den Chiemgauer Alpen liegt nordöstlich von Aschau.
Weiter in Richtung Westen findet sich die Formation selbst noch bei Lorüns südlich von Bludenz in Vorarlberg. Im äußersten Westen ist die Formation in typisch bunter Ausbildung in der Lechtal-Decke des Rätikons und des Montafons anzutreffen und tritt auch noch in der Schiahorn-Decke (Madrisa-Schuppe) der Aroser Dolomiten in Form von braunen und grauen Mergeln und Siltsteinen auf. Fundorte sind in Vorarlberg, Liechtenstein und Graubünden das Aroser Rothorn, Augstenberg, die Drei Schwestern, Erzhorn, Gorfion, Heubühl, Kleiner Zirmenkopf, Ochsenkopf und die Schesaplana.

## Geologische Situierung
Im Verlauf der Oberen Trias bildeten die Nördlichen Kalkalpen im Verband mit den Südalpen und den Dinariden einen etwa 500 Kilometer langen und 300 Kilometer breiten Schelfstreifen am Westende der Tethys. Auf diesem der Tethysbucht zugewandten passiven Kontinentalrand Eurasiens bzw. des allmählich zerbrechenden Pangäas waren extensive Karbonatplattformen herangewachsen, welche von Riffen gesäumt wurden. Gegen Ende des Noriums entstand auf dem Schelf – bedingt durch Dehnungstektonik – das Kössen-Becken. Im Rhätium breitete sich dann die Kössen-Formation mit dem Hochalm-Member über den Hauptdolomit aus. Ihre siliziklastischen Sedimente modifizierten und reduzierten den vorhandenen Karbonatschelf. Auf das Hochalm-Member war im Oberen Rhätium das Eiberg-Member gefolgt. Es sedimentierte im neu entstandenen Eiberg-Becken, das sich zwischen den jetzt heranwachsenden Karbonatplattformen des Oberrhätkalks und Dachsteinkalks eintiefte. Die Sedimentation des Eiberg-Members endete mit der T-Schicht.

## Stratigraphie
Stratigraphisch folgt die Schattwald-Formation im Liegenden auf den Oberrhätkalk oder auf das Eiberg-Member der Kössen-Formation. In Vorarlberg lagert sie auf dem Zirmenkopf-Kalk der Kössen-Formation, einem wahrscheinlichen Äquivalent des Oberrhätkalks. In den Aroser Dolomiten wird sie vom Ramoz-Member der Kössen-Formation unterlagert. Die Schattwald-Formation kann auch innerhalb der Kendlbach-Formation den unteren Abschnitt des Tiefengraben-Members bilden. Im Hangenden wird sie vom Tiefengraben-Member der Kendlbach-Formation bzw. deren Äquivalenten überlagert, beispielsweise vom Kirchsteinkalk, von der Schnöll-Formation, von der Allgäu-Formation und auch vom Hierlatzkalk. Im nördlichen Bajuvarikum lagert die Kalksburg-Formation der Schattwald-Formation auf. In Vorarlberg folgt auf die Schattwald-Formation der Lorüns-Oolith.
Am GSSP Kuhjoch endet die T-Schicht der Kössen-Formation mit einer nur 1 Zentimeter dicken, schwarzen Bitumenlage. Sie ist reich an Muscheln und Fischresten (Schuppen) und indiziert ein anoxisches Ereignis und eine erste Regression. Laut Tanner und Kollegen (2016) ist dies am abnehmenden Karbonat- und am zunehmenden Aluminiumsilikat-Gehalt innerhalb der T-Schicht zu erkennen.
Das hierüber folgende Tiefengraben-Member der Kendlbach-Formation beginnt mit einer 13 Zentimeter dicken Lage von grauen bis braunen, tonreichen Mergeln mit Pyritkonkretionen und Wurmspuren. Die nächsten 30 Zentimeter werden von gelblich verwitternden, teils laminierten Mergeln eingenommen. Erst hierüber legt sich dann die rotfarbene Schattwald-Formation, die am Kuhjoch nur 2 bis 2,80 Meter mächtig ist. Mit einem Farbumschwung zu Grautönen setzt sich dann das Tiefengraben-Member weiter fort, wobei nach 3,20 Meter die Trias-Kreide-Grenze erreicht wird – gekennzeichnet durch das erstmalige Auftreten (engl. first occurrence – FO) des Ammoniten Psiloceras spelae tirolicum.

### Isotopenstratigraphie von δ13Corg
Kurz vor Beginn der Schattwald-Formation wurde in der dünnen Bitumenlage im Hangenden der T-Schicht eine sehr stark negative Kohlenstoffisotopenexkursion registriert, welche bis auf - 31 ‰ δ13Corg zurückging. Diese initiale Kohlenstoffisotopenexkursion (engl. initial carbon isotope excursion oder abgekürzt initial CIE oder ICIE) brachte einen Rückgang des schweren Kohlenstoffisotops (ausgedrückt im Verhältnis δ13C) um bis zu 6 ‰. Gleichzeitig war ein enormer Anstieg des totalen organischen Kohlenstoffgehalts Corg (engl. total organic carbon oder abgekürzt TOC) um bis zu 9 Prozent erfolgt. Das Maximum dieser Exkursion wurde aber erst am Oberrand der braunen Mergelschicht verwirklicht. Der untere Abschnitt der ICIE besitzt sehr hohe Wasserstoffindizes und ein gehäuftes Auftreten des Pollens Classopollis meyeriana, im oberen Abschnitt gehen jedoch die Wasserstoffindizes zurück und es kommt zu einem massenhaften Erscheinen der Alge Cymatiosphaera (Prasinophycea).
Mit Einsetzen der Schattwald-Sedimentation stieg der 13C-Gehalt in den ersten 20 Zentimetern wieder bis auf - 25 ‰ an. Dieser Wert wurde bis zum Hangenden der Schattwald-Formation mehr oder weniger konstant beibehalten. Mit Wiederbeginn des Tiefengaben-Members erfolgte sodann ein jäher Rückgang um 2 ‰ von -25 auf - 27 ‰ δ13Corg, der die hauptsächliche negative Kohlenstoffisotopenexkursion (engl. main CIE oder MCIE) einleitete. Bei genauerer Untersuchung kann die Hauptexkursion ihrerseits in zwei Abschnitte untergliedert werden – CIE II und CIE III. CIE II war etwas bedeutender und erzielte - 28 ‰ δ13Corg . Unmittelbar darüber kommt dann die Trias-Jura-Grenze zu liegen.

#### Bedeutung der Anomalien
Die ausgehende Trias war – wie die Isotopenexkursionen eindeutig belegen – von einer größeren Störung des Kohlenstoffkreislaufes betroffen, welche mit einem verstärkten Artensterben und Faunenumgruppierungen in marinen wie auch terrestrischen Ökosystemen einherging. Die Ursachen dürften in einer massiven und abrupt erfolgenden Freisetzung von aus Klathraten (Hydraten) stammenden Methan zu suchen sein. Letztendlicher Auslöser der Methanfreisetzung war aber sehr wahrscheinlich ein angestiegener Kohlendioxidgehalt, der sich, bedingt durch den enormen Vulkanismus in der Zentralatlantischen Magmenprovinz (engl. Central Atlantic Magmatic Provinz oder CAMP), aufgebaut hatte und folglich einen Treibhauseffekt nach sich zog. Diese in einem relativen kurzen Zeitraum von 5.000 bis 10.000 Jahren erfolgende drastische Erwärmung wirkte sich besonders auf die festländische Vegetation aus. Über eine Verstärkung des hydrologischen Kreislaufes machten sich die terrestrischen Veränderungen letztendlich aber auch im marinen Bereich deutlich spürbar.

## Lithologie
Lithologisch besteht die Schattwald-Formation überwiegend aus weichen, schmierigen, typisch dünnblättrigen, siltreichen Mergeln (im Osten glimmerführende Tonmergel). Hinzu treten auch leicht grünlich bis graue, rötliche, glimmerreiche Tonschiefer, mit feiner Millimeter-Bänderung, sowie rote bis weinrote, rötlichbraune, teils laminierte Kalke, wobei graue Sandlagen eingeschaltet sein können. Es handelt sich somit generell um eine Wechsellagerung von bunten (schwarze, grüne, graue), siltführenden Tonsteinen, Siltsteinen, Mergeln und Kalken. Die Gesteine sind häufig laminiert und selten normal gradiert. Die Gesteine brechen im Allgemeinen entlang ihrer Bänderung und sind mürbe im Anschlag. Ihre Verwitterungsrinde ist rotbraun.
Im Westen enthalten sie oft viele Intraklasten und lokale Gerölle aus aufgearbeitetem grauem Zirmenkopf-Kalk. Die Gerölle sind in der Regel wenige Zentimeter groß, von fladenförmiger Gestalt und vielfach von Bivalven angebohrt und von Austern bewachsen.
Die feinkörnigen Siltsteine sind meist gut sortiert und zeigen einen hohen Ton- und Kalkgehalt. Sie können bioturbat sein und zerriebene Schalenreste von Brachiopoden führen. Es kann ferner eine Onkoidenfazies auftreten und als Grapestone ausgebildet sein, wobei die Onkoiden in mehreren Größenordnungen vorliegen. In ihr finden sich neben Onkoiden verkrustete Gastropoden, seltene Nadeln (Spicula), sehr fein zerriebene Muschelreste, mikritische Klasten und andere Schalenreste. Im Kern der Onkoide erscheinen gelegentlich trochospirale Serpuliden. Die ursprüngliche mikritische Matrix der Onkoidfazies ist meist ausgewaschen und von Calcitzement substituiert worden.
Die unterhalb der Trias-Jura-Grenze abgelagerte Formation kann großflächig ausgebildete Trockenrisse eines Auftauchbereichs aufweisen. Die Schattwald-Formation reicht folglich ausgehend vom subtidalen über den intertidalen bis in den supratidalen Bereich.
Faziell handelt es sich bei der Schattwald-Formation um eine siliziklastisch beeinflusste Abfolge, die im Rahmen eines regressiven/transgressiven Zyklus aus aridem Verwitterungsmaterial entstanden war. Die Regressionsphase zog eine starke Zufuhr von terrigenem Detritus nach sich. Gleichzeitig gerieten Teile der höchsten Kössen-Formation in den inter- bis supratidalen Bereich, was außerdem zu einer frühdiagenetischen Lithifizierung, Aufarbeitung und Lösung der massigen Riffkomplexkalke (Oberrhätkalk bzw. Zirmenkopf-Kalk) führte. Die Formation stellt wahrscheinlich das Regressionsmaximum dar, welchem dann ein allmählicher Meeresspiegelanstieg folgte. Dieser Prozess hatte aber bereits in der so genannten T-Schicht des obersten Eiberg-Members eingesetzt.
Durch ihre bunten Farben und den hohen Siltgehalt unterscheidet sich die Schattwald-Formation von den Membern der Kössen-Formation, aber auch von den Formationen des Hangenden. Ihre Rotfärbung ist auf Hämatit zurückzuführen und spricht insgesamt für oxidierende Bedingungen. Morphologisch äußert sie sich als stark zurückwitterndes Band.

### Mächtigkeiten
Die Schattwald-Formation besitzt nur recht geringe Mächtigkeiten von 1 bis 3 Meter (so in den Vilser Alpen) und kann stellenweise bis 8 Meter erreichen (wie im Restentalgraben). Laut Heinz Furrer (1985) sowie Gregor Eberli (1985) können auch 6 bis 10 Meter verwirklicht sein. In den niederösterreichischen Voralpen ist sie ebenfalls geringmächtig und schwillt nur lokal, wie z. B. in der Schnabelbergmulde südwestlich von Waidhofen/Ybbs, etwas an. Im Lermooser Tunnel im Außerfern werden 50 Meter Mächtigkeit dokumentiert, was aber durch tektonische Reduplikationen verursacht sein dürfte. Generell ist es schwierig, genaue Mächtigkeitsangaben für die recht inkompetente Formation zu etablieren, da sie meist tektonisch gestört vorliegt. Diese Tatsache hat sich auch mittlerweile für den GSSP Kuhjoch herausgestellt.

## Fossilien

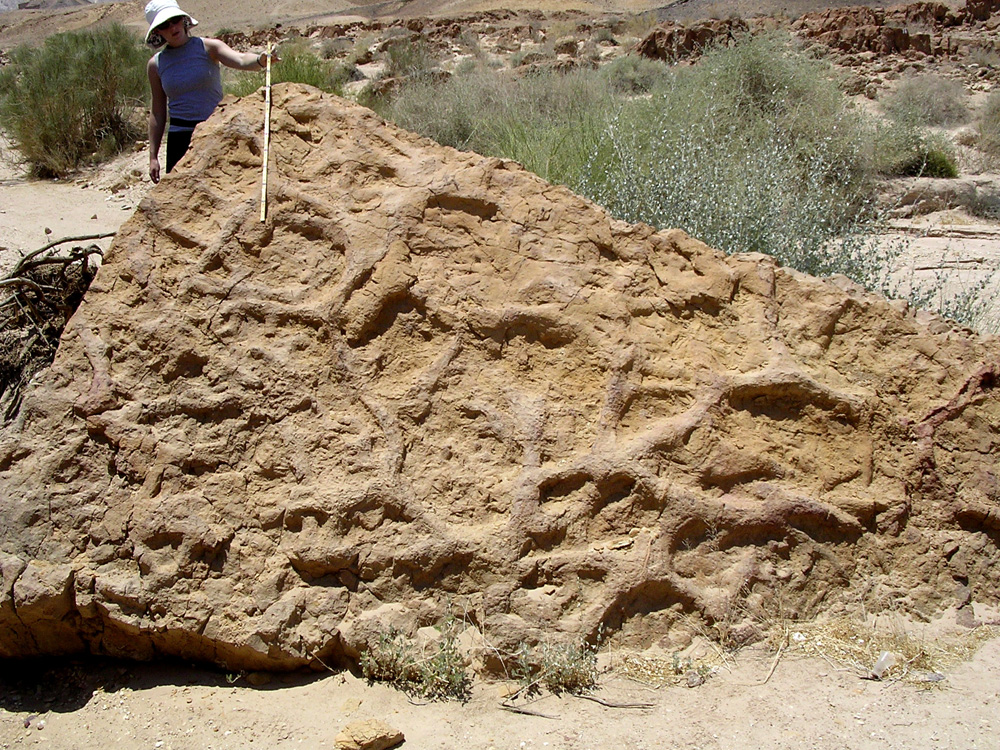
Das Ichnofossil Thalassinoides

Der Fossilinhalt der Schattwald-Formation besteht mehrheitlich aus Muscheln (Bivalvia), als Beispiele sind zu nennen Agerchlamys, Cardinia listeri, Chlamys subulata, Chlamys valoniensis, Liostrea hisingeri, Modiolus hillanus, unbestimmte Mytilidae, unbestimmte Ostreidae, Oxytoma, Palmoxytoma, Plagiostoma, Pseudolima hettangiensis und aufgearbeitete Rhaetavicula contorta. Neben Muscheln erscheinen noch Brachiopoden (Rhynchonelliden), seltene Gastropodenreste, Korallenfragmente, Scaphopoden und Stacheln von Echiniden sowie unbestimmte Kriechspuren und das Spurenfossil Thalassinoides.
Insgesamt ist die Formation aber sehr arm an Makro- und Mikrofossilien, eine Ausnahme bilden delikat agglutinierte Kieselforaminiferen wie Hippocrepina, das zu den Nodosariidae gehörende Taxon Marginulinopsis und die komprimierte Form Trochammina, sowie Palynomorpha (Pollen und Sporen). Als Ursache hierfür geben Clemence und Kollegen (2010) sowie Mc Roberts und Kollegen (2012) eine Biokalzifikationskrise an, die letztlich auch zum Aussterben der triassischen Ceratiten, Ostrakoden und Conodonten geführt hatte. Darüber hinaus fehlen Dinoflagellatenzysten fast vollständig und der kalkhaltige Dinoflagellat Rhaetogonyaulax rhaetica erscheint praktisch zum letzten Mal (engl. last common occurrence – LCO).
Unter den Mikrofossilien sind bisher bekannt geworden: die benthische Foraminifere Triasina hantkeni, die zu den Algen (Phytoplankton) gehörenden Chlorophyta Botryococcus und Tasmanites, die Haptophyta mit der Calcisphäre Conusphaera zlambachensis und den Coccolithen des kalkhaltigen Nannoplanktons Annulithus arkelli und Pinsiosphaera triassica, mit Schizosphaerella punctulata und Tubirhabdus, seltene Dinoflagellatencysten und kalkhaltige Dinoflagellaten wie beispielsweise Orthopithonella geometrica, Rhaetogonyaulax rhaetica und Thoracosphaera.
Die Pollen sind vertreten mit Alisporites diaphanus, Alisporites robustus, Chasmatosporites, Classopollis meyeriana, Classopollis torosus, Cycadopites, Eucomiidites troedsonii, Lunatisporites rhaeticus, Ovalipollis pseudoalatus, Perinopollenites elatoides, Pinuspollenites minimus, Platysaccus, Rhaetipollis germanicus, Vitreisporites bjuvensis und Vitreisporites pallidus.
Schließlich die Sporen, vertreten durch Acanthotriletes varius, Aratrisporites minimus, Aratrisporites parvispinosus, Asseretospora gyrata, Baculatisporites, Calamospora meyeriana, Calamospora tener, Camarozonosporites laevigatus, Carnisporites anteriscus, Carnisporites lecythus, Carnisporites leviomatus, Carnisporites spiniger, Cingulizonates rhaeticus, Conbaculatisporites, Concavisporites, Cornutisporites seebergensis, Cosmosporites elegans, Deltoidospora, Densosporites fissus, Densosporites nejburgii, Echinitosporites tiacoides, Foveosporites, Limbosporites lundbladii, Lunatisporites rhaeticus, Lycopodiaciditis rhaeticus, Lycopodiaciditis rugulatus, Neochromotriletes triangularis, Perinosporites thuringiacus, Polypodiisporites ipsvichensis, Polypodiisporites polymicroforatus, Porcellispora longdonensis, Ricciisporites tuberculatus, Rogalskaisporites cicatricosus, Stereisporites australis, Thymospora canaliculatus, Todisporites, Trachysporites fuscus, Triancoraesporites, Uvaesporites und Zebrasporites laevigatus.

### Fossilzonen
In der Schattwald-Formation sind somit die Palynozonen Rhaetipollis-Porcellispora (RPo-Zone) und Trachysporites-Porcellispora (TPo-Zone) verwirklicht. Die RPo-Zone enthält ausreichend Sporen von Farnen wie Deltoidospora oder Polypodiisporites polymicroforatus. Im mittleren und oberen Abschnitt der Schattwald-Formation kam es beinahe zu einem Aussterben von Koniferenpollen (Cheirolepidacea) wie Classopollis meyeriana, wohingegen die Farnspore Polypodiisporites polymicroforatus ihren Aufstieg fortsetzte. Auch die TPo-Zone wird anfangs noch von Deltoidospora oder Polypodiisporites polymicroforatus dominiert, zeigt aber dann ein allmähliches Wiedererstarken von Classopollis meyeriana.
Die Obergrenze der Schattwald-Formation wird durch das erstmalige Auftreten (FO) von Ischyosporites variegatus und das erstmalige allgemeine Auftreten (engl. first common occurrence – FCO) von Kraeuselisporites reissingerii sowie nur unwesentlich höher durch das erstmalige Auftreten von Cerebropollenites thiergartii gekennzeichnet.

## Alter
Die Schattwald-Formation wurde im obersten Rhaetium sedimentiert und reicht nahezu an die Trias-Jura-Grenze heran. Die Grenze Rhaetium/Hettangium ist mit 201,36 Millionen Jahren recht gut datiert. Der zum CAMP-Vulkanismus gehörende Lagergang der Palisades des Newark Basin in den Vereinigten Staaten erbrachte ein Alter von 201,52 Millionen Jahren. Er korreliert zeitlich sehr gut mit der ICIE und dem Verschwinden von Choristoceras marshi und markiert somit das Ende der Kössen-Formation und den Beginn des Tiefengraben-Members der Kendlbach-Formation. Da die Schattwald-Formation etwas oberhalb der ICIE einsetzt und bereits unterhalb der Trias-Jura-Grenze endet, dürfte für sie somit in etwa die Zeitspanne 201,5 bis 201,4 Millionen Jahre anzusetzen sein.